# Силицид платины
Силицид платины или моносилицид платины — бинарное неорганическое соединение
платины и кремния
с формулой PtSi,
кристаллы,
не растворяется в воде.

## Получение
- Сплавление стехиометрических количеств чистых веществ:

{\displaystyle {\mathsf {Pt+Si\ {\xrightarrow {1229^{o}C}}\ PtSi}}}

## Физические свойства
Силицид платины образует кристаллы
ромбической сингонии,
пространственная группа P nma,
параметры ячейки a = 0,5932 нм, b = 0,5595 нм, c = 0,3608 нм, Z = 4.
Не растворяется в воде и кислотах.
Является полупроводником.
При температуре 0,79÷1 К переходит в сверхпроводящее состояние .

## Применение
- Инфракрасные детекторы [2].
- Тепловизоры.